# Caso de Cairuán
El caso de Cairuán, o los Seis de Cairuán, se refiere a la condena de tres años de prisión en 2015 a seis jóvenes tunecinos por haber mantenido relaciones sexuales con otros hombres.

## Hechos
El 10 de diciembre de 2015, seis estudiantes universitarios varones de la ciudad de Cairuán, en Túnez, fueron condenados a seis años de prisión por presuntamente haber tenido relaciones sexuales con otros hombres, además se ordenó su destierro y se les prohibió la entrada a Cairuán durante cinco años después de haber cumplido sus condenas. El artículo 230 del Código penal de Túnez tipifica como delito que los hombres tengan relaciones sexuales con hombres, y se penaliza con hasta tres años de cárcel.
Habían sido detenidos por las autoridades en noviembre y principios de diciembre, y fueron sometidos a exámenes anales para supuestamente demostrar que habían sido penetrados analmente . Los acusados intentaron negarse a los exámenes, pero la policía los obligó a someterse a ellos, además, según relataron los detenidos, fueron golpeados y humillados. Amnistía Internacional considera que los exámenes anales forzados, que son rutinarios en Túnez y otros países que penalizan las relaciones sexuales entre hombres, son una forma de tortura.
Fueron encerrados dos semanas, junto a aproximadamente 200 presos que conocían el motivo de su arresto, por lo que sufrieron vejaciones. Uno de los acusados intentó suicidarse.
Un abogado defensor argumentó que incluso si la prueba pudiera demostrar de manera concluyente que el acusado había sido penetrado analmente, no podría probar que se hizo con un pene y no con un objeto. Sin embargo, los tribunales tunecinos aceptaron las pruebas forenses sin reservas.
En 2016 los acusados consiguieron salir en libertad bajo fianza a la espera de resolverse una apelación.

## Reacciones
La sentencia fue condenada por varias organizaciones de derechos humanos y en defensa de los derechos de las personas LGBT+, como Human Rights Watch, o Amnistía Internacional.